# 哈格曼酯
哈格曼酯是一种有机化合物，化学式 C10H14O3。它是在1893年由德国化学家卡尔·哈格曼首次制备和描述的。这种化合物在有机化学中用作试剂，制备许多包括固醇、三孢酸和类萜等各种天然产物。

## 制备

### 哈格曼的方法
二碘甲烷和两倍量的乙酰乙酸乙酯在甲醇钠存在下反应，形成2,4-二乙酰基戊烷的二乙酯。这个前体之后和碱反应来环化，最后加热，产生哈格曼酯。

### Knoevenagel的方法
在Hagemann之后不久，Emil Knoevenagel描述了在催化量的哌啶下，甲醛和两当量的乙酰乙酸乙酯的反应也可以生产相同的中间体——2,4-二乙酰基戊烷二乙酯。

### Newman和Lloyd的方法
2-甲氧基-1,3-丁二烯和2-丁炔酸乙酯经过狄尔斯–阿尔德反应，形成水解产生哈格曼酯的前体。通过在反应物丁炔酸酯中加入取代基，允许合成不同的C2烷基化哈格曼酯衍生物。

## 用处
哈格曼酯已被用作许多全合成中的关键构建块。例如，真菌激素三孢酸的关键中间体是通过哈格曼酯的烷基化而成的。它也用于制备固醇。其他作者也将其用于狄尔斯–阿尔德反应，产生倍半萜二聚体，或是形成简单衍生物。